# شیشه هنری

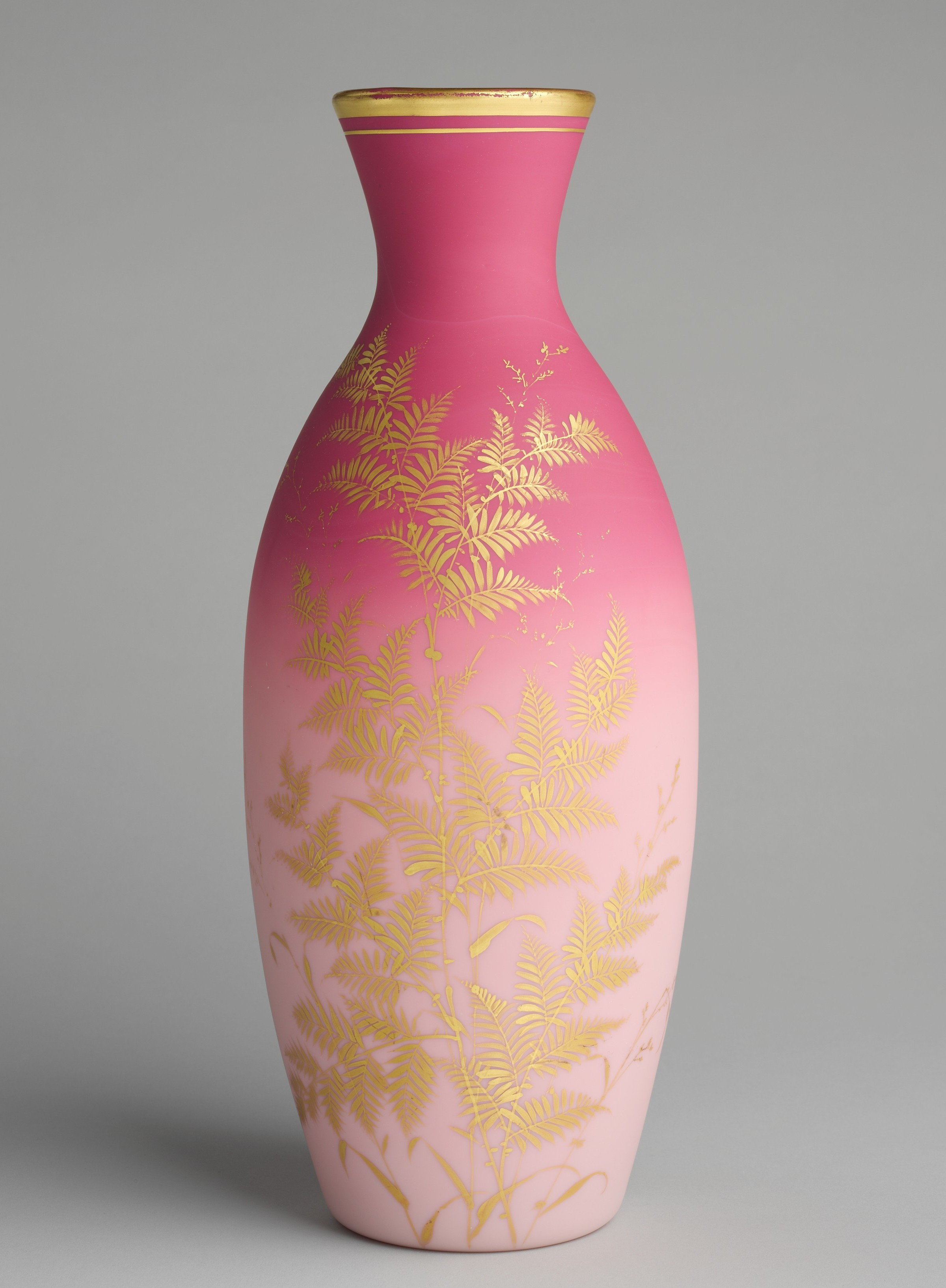
گلدان شرکت شیشه سازی New England، ۱۸۸۶–۱۸۸۸، در شیشه دمیده شده "Peach Blow"، با رنگ مینای طلایی.

هنر شیشه زیرمجموعه‌ای از شیشه‌کاری هنری است که طیف وسیعی از هنرهای ساخته شده از شیشه را در بر می‌گیرد. شیشه‌کاری هنری معمولاً فقط به قطعات ساخته شده از اواسط قرن نوزدهم اشاره دارد، و معمولاً به قطعاتی اطلاق می‌شود که صرفاً به عنوان مجسمه‌سازی یا هنرهای تزئینی بدون هیچ کارکرد مفید اصلی، مثل کاربرد به عنوان ظرف نوشیدنی، ساخته شده‌اند. البته شیشه‌های رنگی تغییرات دمایی را به حداقل می‌رسانند، و کاسه‌ها نیز ممکن است در روزمره مورد استفاده قرار بگیرند.
این اصطلاح بیشتر در مورد شیشه‌های آمریکایی استفاده می‌شود، جایی که این سبک هنری «نتیجه منطقی تقاضای آمریکایی‌ها برای تنوع و تازگی در قرن نوزدهم است و با فرمی استادانه و الهام گرفتن از طرح‌های خارجی مشخص می‌شود»، اما همیشه در بالاترین کیفیت اجرایی نیست. از گذشته تا به حال، علاقهٔ زیادی به جلوه‌های رنگی پیچیده و شیشه‌های میناکاری‌شده و رنگ‌شده وجود داشته است. برای مورخان هنر، مرحلهٔ «شیشه‌کاری هنری» جایگزین «دورهٔ درخشان» دکوراسیون سنگین ویکتوریایی شد و به نوبه خود در حدود سال ۱۹۰۰ با شیشه کاری هنرهای نو جایگزین شد، اما این اصطلاح ممکن است هنوز برای اهداف بازاریابی برای اشاره به محصولات معاصر استفاده شود. در واقع سبک «دورهٔ درخشان» که بر بلورتراشی متکی بود، تا حدود سال ۱۹۱۵ و مدتی پس از آن ادامه یافت.
شیشه گاهی با مواد دیگر ترکیب می‌شود. فرایند ساخت آنها شامل شیشه‌هایی است که در کوره قرار داده شده‌اند تا مذاب آنها به شکل قالب درآید، دمیدن در شیشه‌ها ،ساب‌پاشی کردن شیشه، شیشه‌کاری با فویل مسی، شیشه میناکاری شده و حکاکی شده نیز از دسته فرآیندهای تولید شیشه است. به‌طور کلی این اصطلاح محدود به قطعات نسبتاً مدرنی است که توسط افرادی ساخته می‌شوند که خود را هنرمندانی می‌دانند که شیشه‌کاری را انتخاب کرده‌اند و هم طراحی می‌کنند و هم قطعات خود را به عنوان هنرهای زیبا می‌سازند، نه به مانند صنعتگران و شیشه‌گران سنتی، که اغلب قطعاتی تولید می‌کنند که توسط دیگران طراحی شده. هر چند قطعات آنها قطعاً ممکن است کمی هنری نیز باشند. شیشه استودیویی اصطلاح دیگری است که اغلب به شیشه‌های مدرن با قطعات دست‌ساز که برای اهداف هنری استفاده می‌شود، اطلاق می‌شود. شیشه‌های هنری در سال‌های اخیر محبوبیت زیادی پیدا کرده‌اند و بسیاری از هنرمندان به دلیل کار ارزشمند خود در این زمینه به شهرت رسیده‌اند. در نتیجهٔ امر، کالج‌های بیشتری دوره‌هایی را در زمینه شیشه‌کاری ارائه می‌دهند.
در اوایل سدهٔ بیستم، شیشه‌های هنری معمولاً توسط گروه‌هایی از کارگران در کارخانه ساخته می‌شد به این صورت که آنها هزاران پوند (یکای اندازه‌گیری جرم) شیشه را از کوره‌های شیشه‌پزی می‌گرفتند. این شکل از شیشه‌های هنری، که تیفانی و استوبن در ایالات متحده، گاله در فرانسه و هویا کریستال در ژاپن، رویال لیردام کریستال در هلند و اورفورس و کوستا بودا در سوئد شاید شناخته شده‌ترین آنها هستند، از سیستم کارخانه‌ای رشد کرده‌اند. به صورتی که تمام قطعات شیشه‌ای با دست یا قالب توسط کارگران دمیده می‌شدند.

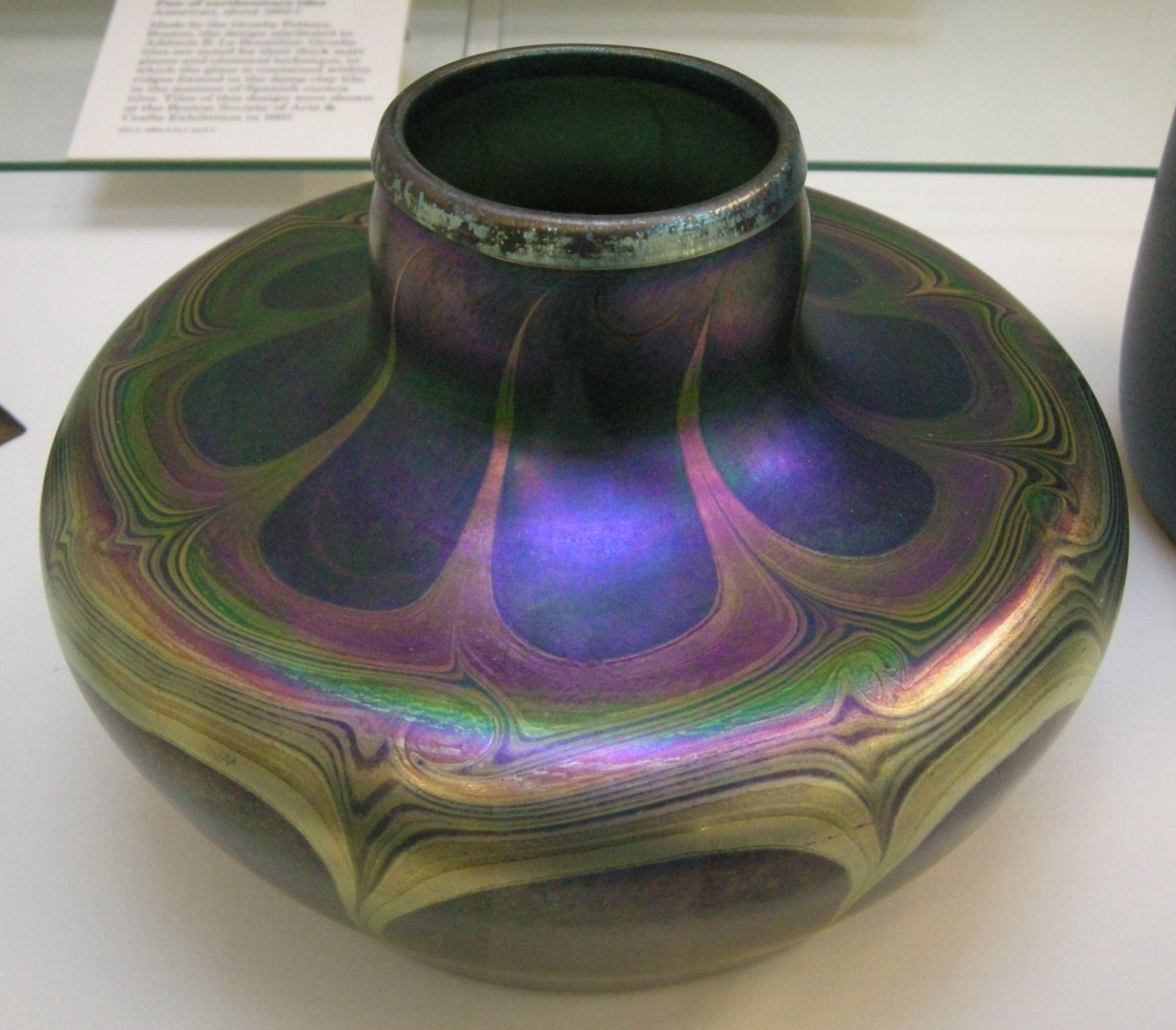
گلدان شیشه‌ای فاوریل لوییس کامفورت تیفانی

از گذشته بیشتر شیشه‌های هنری عتیقه در کارخانه‌ها ساخته می‌شدند، به ویژه در بریتانیا، ایالات متحده و بوهم (واقع در جمهوری چک امروزی)، جایی که اقلام مطابق استاندارد یا «الگو» ساخته می‌شدند. به نظر می‌رسد این برخلاف این ایده است که شیشهٔ هنری متمایز است و مهارت فردی را نشان می‌دهد. با این حال، اهمیت دکوراسیون – به ویژه در دورهٔ ویکتوریایی – به این معنی بوده که بسیاری از هنرها به طراح دکور مربوط می‌شده. امروزه هر گونه فرضی مبنی بر اینکه اقلام کارخانه‌ای لزوماً توسط ماشین ساخته شده‌اند، نادرست است. تا حدود سال ۱۹۴۰، بیشتر فرآیندهای مربوط به ساخت شیشه‌های هنری تزئینی با دست انجام می‌شده است.

## تفکیک و متمایز بودن کارخانه
تولیدکنندگان به روش‌های مختلف مشکل تشابه ذاتی محصولات خود را با دیگر محصولات حل کردند. در ابتدا، آنها طرح‌ها را بر اساس نیاز تغییر می‌دادند. این امر به ویژه در کارخانه‌های وابسته به صادرات بوهم صادق بود. در آن جا فروشندگان در طول هر سفر روند فروش خود را به کارخانه‌های سازنده گزارش می‌کردند. سپس طراحی و تزئین اقلام رده متوسط و رده پایین بازار را که اغلب توسط کارگرانی که دستمزد آنها متناسب با تعداد قطعات ساخته شده بود، می‌سپاردند. مهارت این کارگران به گونه‌ای بود که استانداردهای معقولی از کیفیت و تعداد تیراژ را به صورت کلی حفظ می‌کردند. با این شیوه در نهایت، گستره وسیعی از تفاوت‌ها را می‌توانستند از نظر اشکال، رنگ‌ها، و طرح‌های تزئینی را با ترکیب‌های مختلفی به دست آورند. همزمان، از همان کارخانه‌ها، اقلام هنری متمایزی که تعدادشان بسیار محدودتر بود، برای مصرف‌کنندگان رده بالای بازار نیز تولید می‌شد. این اقلام هنری توسط هنرمندان با تجربه و به صورت اختصاصی تزئین شده بودند و طراحان دکور می‌توانستند از نزدیک با هنرمندان سازنده این محصولات همکاری داشته باشند تا قطعاتی سودمندتر تولید کنند.

### شیشه‌های هنری قابل استفاده
بسیاری از اقلامی که امروزه به عنوان شیشه‌های هنری در نظر گرفته می‌شوند، در ابتدا برای استفادهٔ روزمره در نظر گرفته می‌شدند. این اقلام اگر چه امروزه کاربری خود را حفظ نکرده‌اند، با این حال، برای چندین دهه در دوره ویکتوریایی، فراتر از حد چند شیء کاربردی روزمره، به عنوان یک شیء زیبایی بخش به دکوراسیون در سطح بالایی تزئین می‌شدند و تا کنون نیز به دلیل شایستگی‌های هنری و طراحی، مورد توجه قرار گرفته‌اند.
با این حال برخی از شیشه‌های هنری نیز کاربری اصلی خود را حفظ می‌کنند و بیشتر به خاطر طرح‌های به کار رفته در آن‌ها مورد توجه قرار گرفته‌اند تا موارد استفاده از آن‌ها. به عنوان مثال، گردآورندگان بطری‌های عطر عتیقه، تمایل دارند بطری‌های خالی عطر را به نمایش بگذارند تا اینکه آنها را دوباره پر از عطر کنند و استفاده کنند. این بطری‌ها در گذشته، در اصل به عنوان اقلام بسته‌بندی مورد استفاده قرار می‌گرفتند بنابراین شیشه هنری محسوب نمی‌شدند. با این حال، به دلیل روند مد، در آن زمان مانند امروز، تولیدکنندگان کالاها را در بسته‌بندی‌هایی زیبا عرضه می‌کردند. شیشه‌های آرت نوو لالیک و طرح‌های آرت دکو توسط جوزف هافمن، به دلیل طرح‌های تزئینی شیک و بسیار بدیع، به عنوان شیشه‌های هنری در نظر گرفته می‌شوند.

## شیشه‌های هنری قالبی

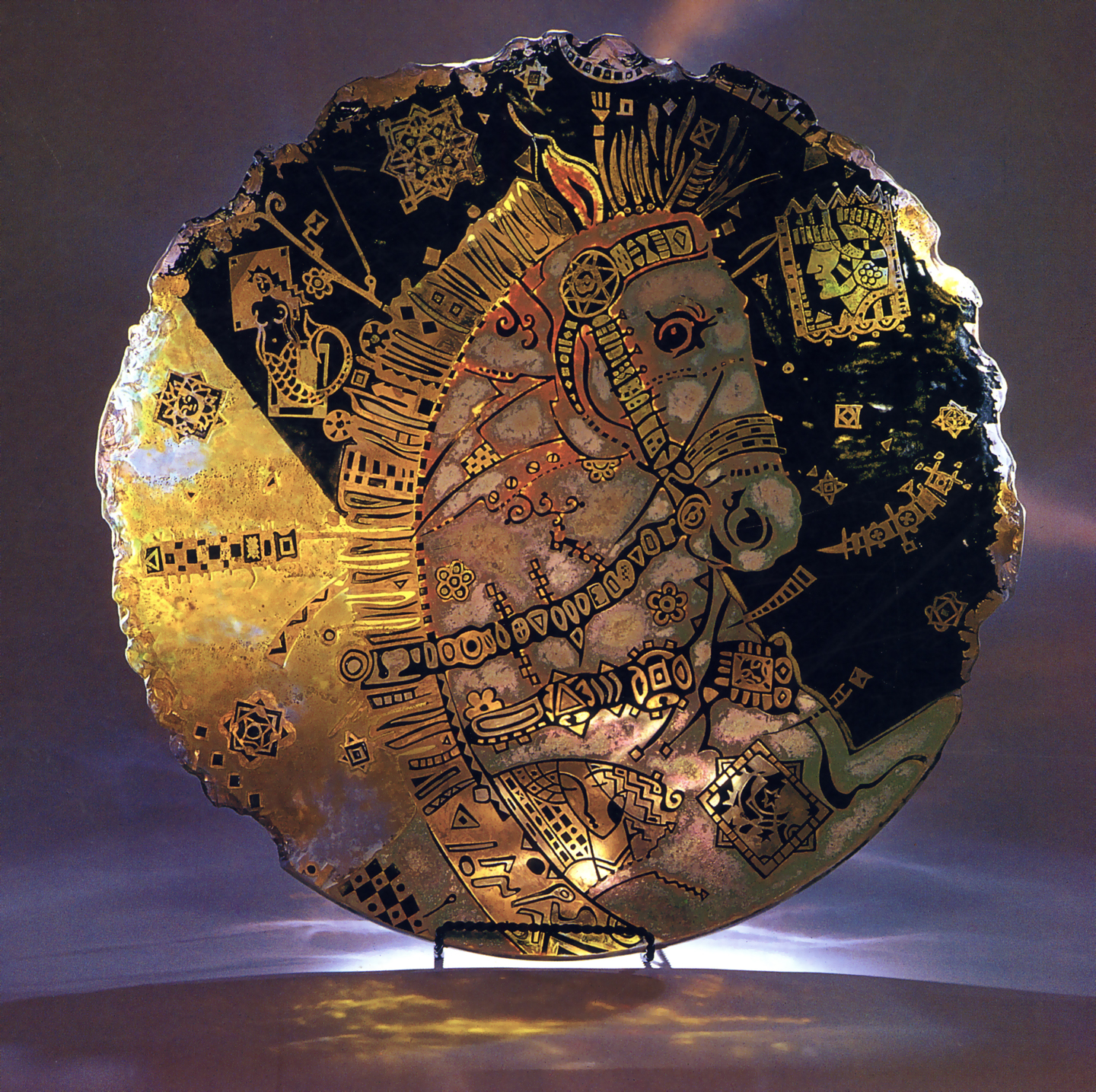
«کاسه شیشه‌ای امپراتوری» هنر شیشه‌ای قالب‌گیری شده توسط Csaba Markus.

بیش از پیش به رسمیت شناخته شده است که شیشه‌های قالب‌گیری شده و تولید انبوه، با تزئینات کم یا بدون تزئین، اما کیفیت هنری و ساخت بالا مانند محصولات تولیدی لالیک، باید هنر شیشه‌کاری در نظر گرفته شوند.

## تکنیک‌های تزئین
- رنگ: رنگ‌های متفاوتی با هم ترکیب یا در کنار هم استفاده شده‌اند
- بافت: روکش گذاری، اطلس کاری و ساتن کاری، چسباندن ریزدانه‌ها، برجسته سازی و ماسه پاشی
- سطوح: لایه کاری، نقاشی و تصویرسازی مشاهیر، برش‌زنی و حکاکی

## ظروف شیشه ای تصفیه شده
ظروف شیشه‌ای تصفیه شده و حباب‌گیری شده در کیفیت‌های عالی خود، که به اصطلاح کریستال‌های لاکچری نامیده می‌شوند، معمولاً سرب دار بوده و به صورت زینتی طراحی می‌شوند. این ظروف به دلیل کیفیت بالای کار و خلوص فلز استفاده شده در مخلوط شیشه مذاب و تکنیک‌های تزئینی به کار برده شده که اغلب شامل برش‌کاری و طلاکاری می‌شند، بسیار جذاب هستند. از هر دو روش طلاکاری و برش‌کاری در تزئین بسیاری از قطعات ساخته شده از کریستال‌های سرب‌دار استفاده می‌شود و امروزه این قطعات به عنوان شیشه‌های هنری در نظر گرفته می‌شوند.

### شیشه بری
شیشه بری و کریستال‌های تولید شده از این روش، اغلب با دست تولید می‌شوند، اما امروزه استفاده از روش اتوماسیون در تولید این قطعات رایج‌تر شده است. در روش شیشه بری برخی از طرح‌ها استعداد هنری طراح را نشان می‌دهند که دارای شکلی منظم، هندسه‌ای خاص و تکرار شونده هستند. در این روش گاهی، می‌توان طرح را به عنوان یک "الگو" در نظر گرفت که باید تا حد امکان تکرار شود و هدف اصلی آن برجسته کردن کیفیت انکساری یا "درخشش" کریستال است.

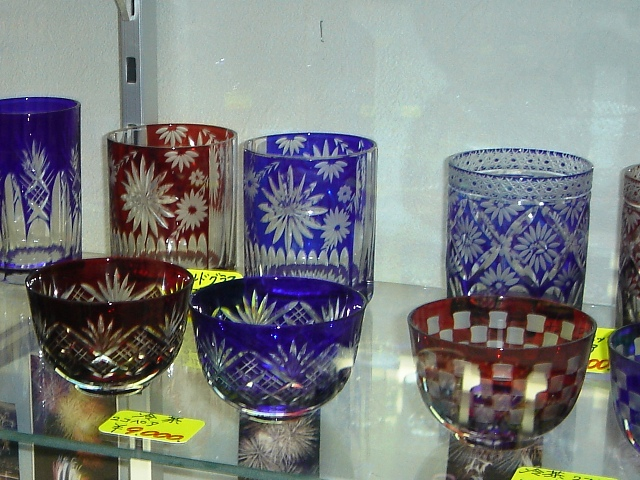
بلور تراش خورده ادو-کریکو از ژاپن
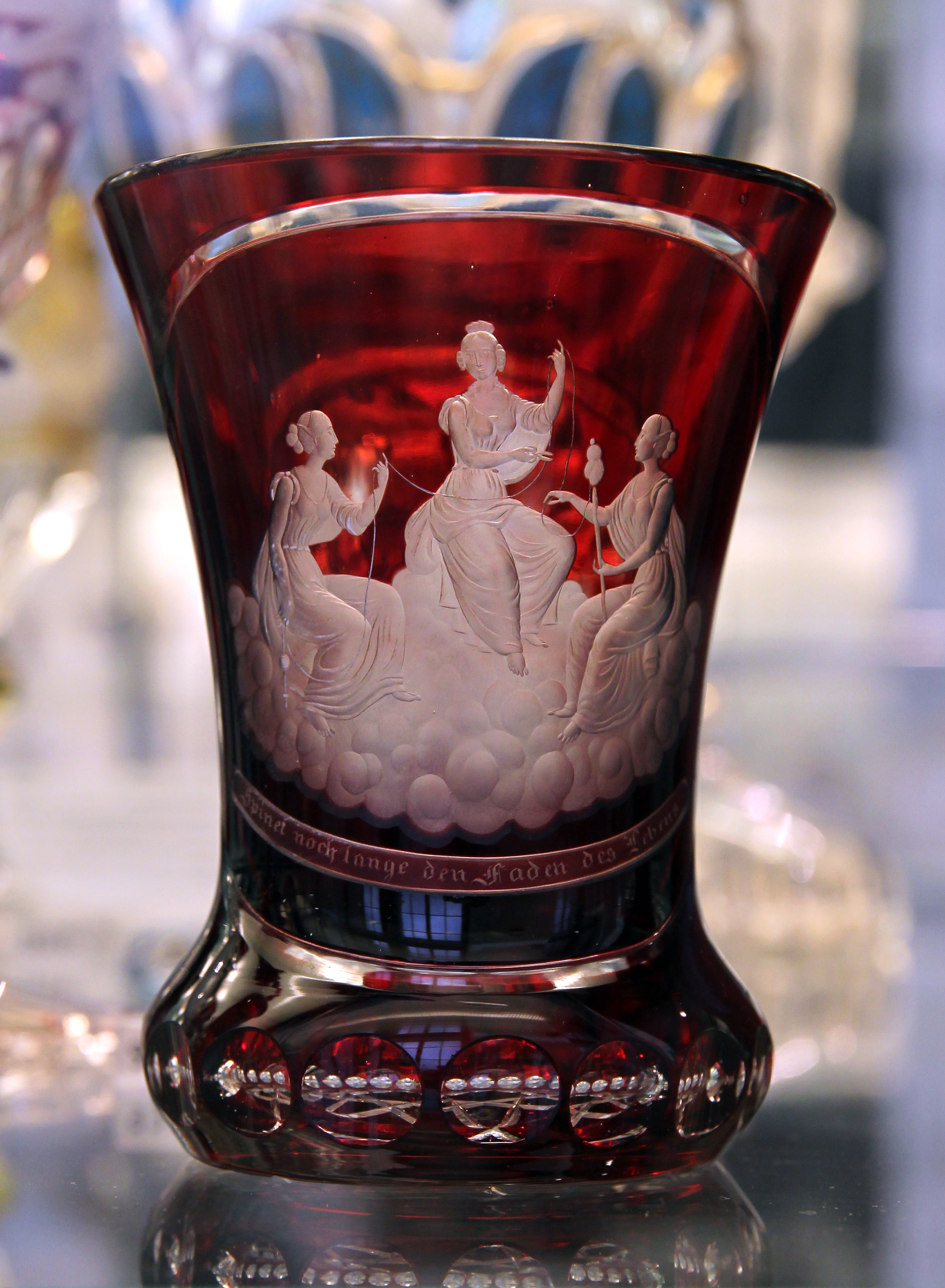
لیوان شیشه ای دولایه برش خورده بوهمی متعلق به قرن نوزدهم
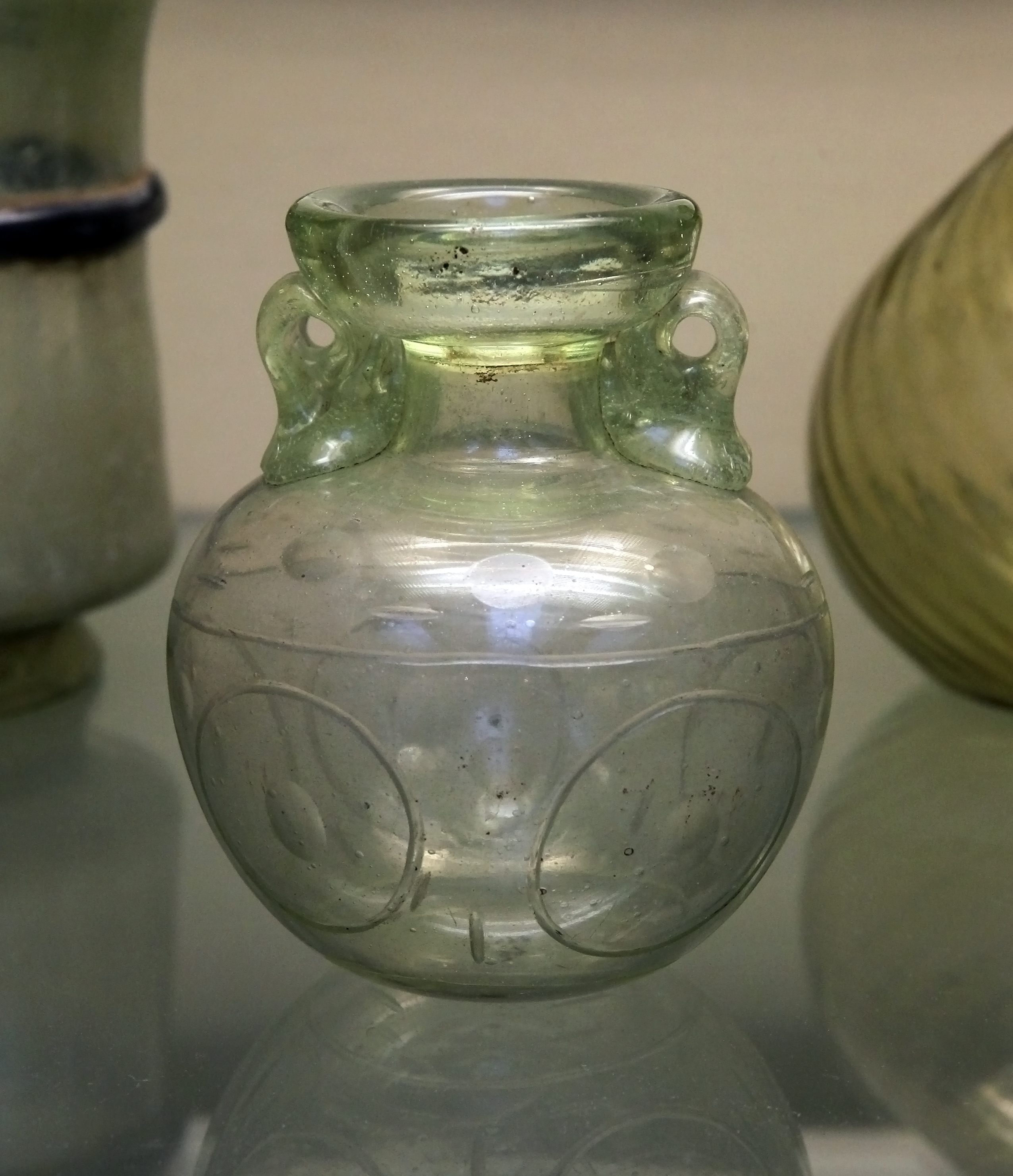
فلاسک شیشه‌ای تراش کاری شده رومی قرن سوم

### برش هنری
می‌توان یک استثنا واضح می‌تواند برای طراحی بلور تراشی بسیار متمایز که در مقادیر محدود توسط طراحان برجسته تولید شده‌اند، قائل شد. به عنوان مثال می‌توان به طرح‌های "کیث موری" برای "استیون و ویلیامز" و طرح‌های "کلاین فارکوهارسون" برای "جان والش والش" اشاره کرد. یک اصطلاح نسبتاً جدید که برای این ژانر در حال استفاده است عبارت است از: "Art Cut".

## یادداشت
1. Osborne, 409-411
2. Osborne 409-411, 409 quoted
3. Osborne, 409
4. "Collectible Bohemian Glass 1915-1945" Robert Truitt
5. Glass - Art Nouveau to Art Deco, 1977 Victor Arwas
6. "British 'Art' Cut Glass 1920-1970" exhibition catalogue Nigel Benson and Jeanette Hayhurst